# 민월

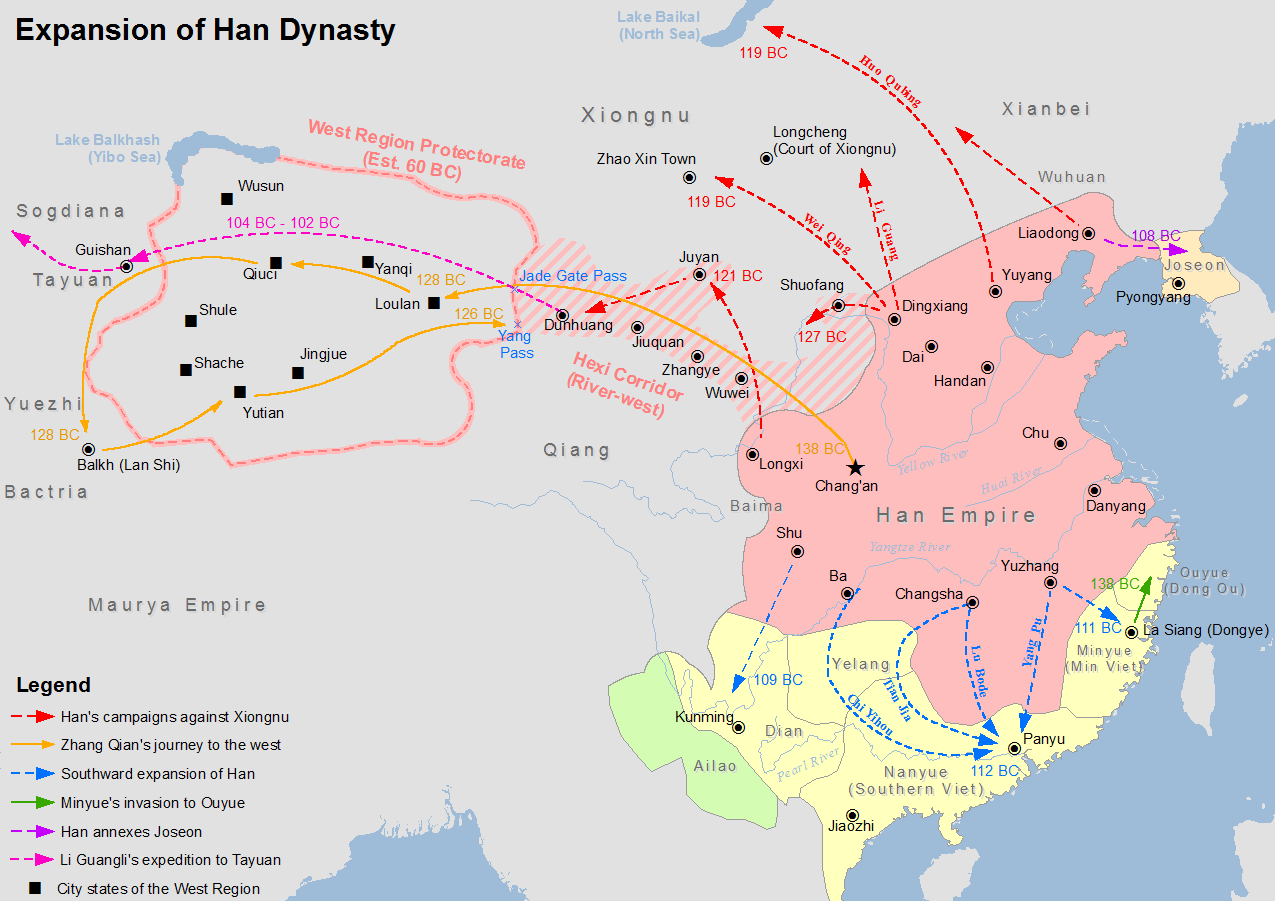
한나라 정복 이전 민월 왕국의 위치

민월(중국어 정체자: 閩越; 한어병음: Mǐnyuè, Mínyuè)은 현재 중국 남부 푸젠성에 위치했던 고대 왕국이다. 이 왕국은 한나라와 동시대에 존재했으며, 이후 한 제국이 남쪽으로 확장하면서 합병되었다. 왕국은 대략 기원전 306년부터 기원전 110년까지 존재했다.

## 역사

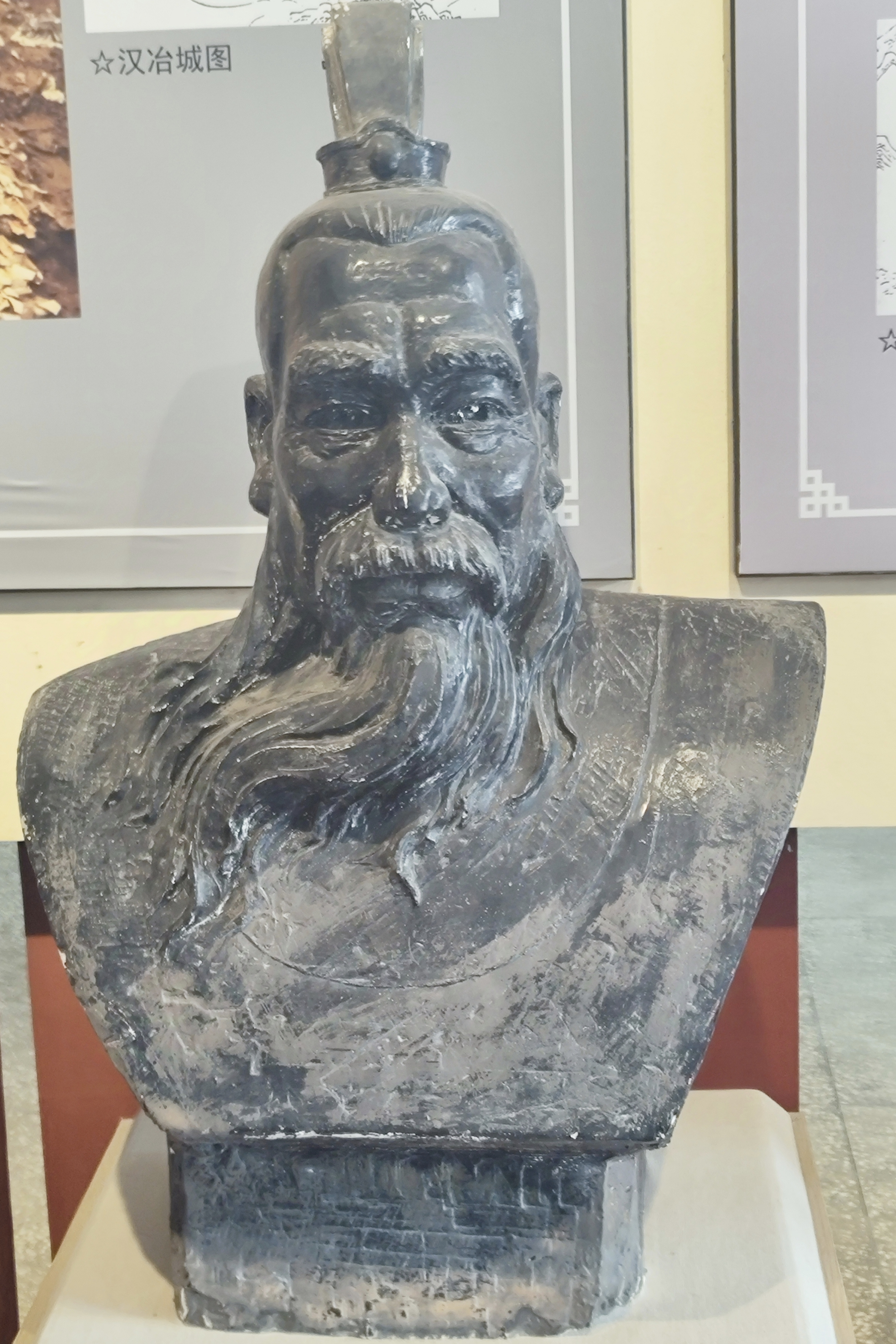
푸저우시 구러우구에 있는 민월왕 무저의 동상

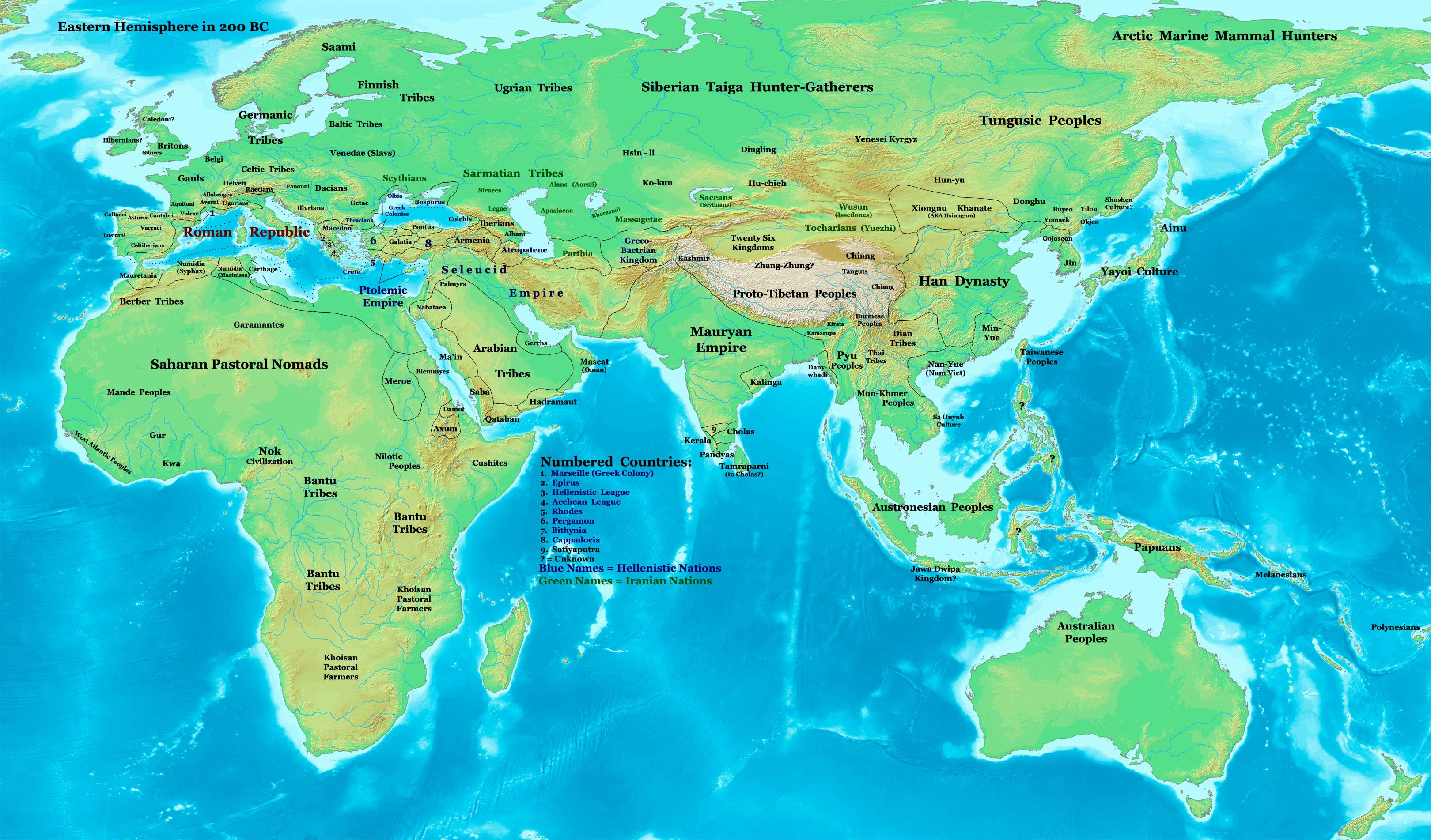
기원전 200년경 아프리카-유라시아 및 오세아니아의 민월과 주요 정치체

### 건국

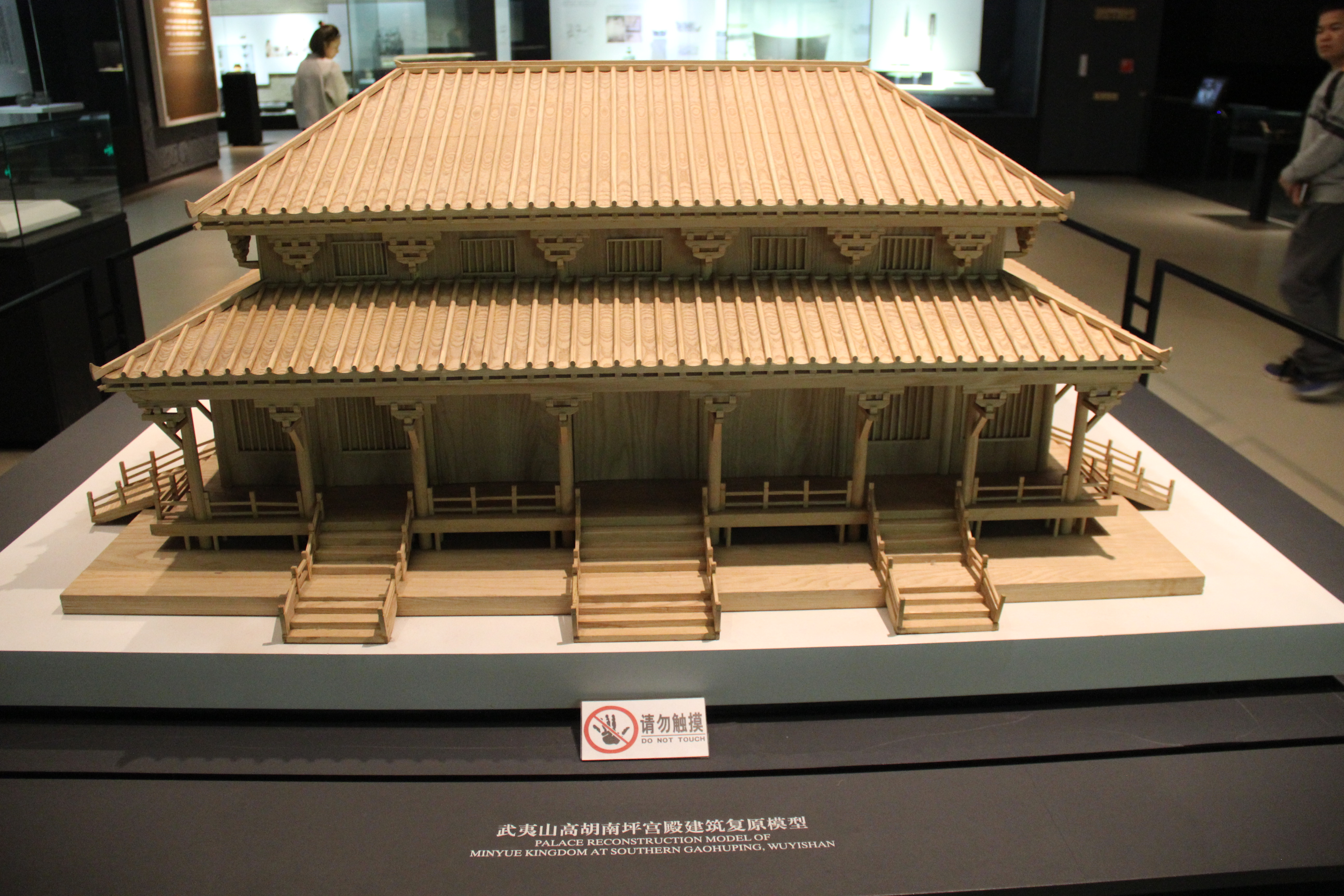
가오후핑에 있는 민월 궁전의 복원 모형.

민월과 동오는 기원전 334년 초나라와 제나라에 패하여 도망친 월나라 왕실에 의해 건국되었다. 진나라가 기원전 206년에 멸망했을 때, 패왕 항우는 추무저와 추요를 왕으로 삼지 않았다. 이 때문에 그들은 항우를 지지하기를 거부하고 대신 유방과 합류하여 항우를 공격했다. 유방이 기원전 202년에 전쟁에서 승리하자, 그는 추무저를 민월왕으로 삼았고 기원전 192년에는 추요를 동오왕으로 삼았다.
기원전 154년, 오왕 유비는 한나라에 반란을 일으키고 민월과 동오를 설득하여 자신에게 합류하도록 했다. 민월왕은 거부했지만 동오는 반란군 편에 섰다. 그러나 유비가 패배하여 동오로 도망치자, 그들은 한나라의 환심을 사기 위해 그를 죽였고, 따라서 어떤 보복도 피할 수 있었다. 유비의 아들인 유자서는 민월로 도망쳐 민월과 동오 사이에 전쟁을 선동하기 위해 노력했다.

### 동오 공격
기원전 138년, 민월은 동오를 공격하여 수도를 포위했다. 동오는 한나라에 도움을 요청하는 사람을 보낼 수 있었다. 한나라 조정에서는 동오를 도울지 여부에 대한 의견이 분분했다. 태위 전분은 월족들이 끊임없이 서로를 공격했으며 그들의 일에 간섭하는 것은 한나라의 이익에 부합하지 않는다고 생각했다. 중대부 장주는 동오를 돕지 않는 것은 진나라처럼 제국의 종말을 알리는 신호가 될 것이라고 주장했다. 장주가 병력을 소집할 수 있도록 허용하되, 회계군에서만 소집하도록 하는 타협이 이루어졌고, 마침내 해상으로 동오에 군대가 수송되었다. 한나라 군대가 도착했을 때, 민월은 이미 병력을 철수시킨 상태였다. 동오왕은 더 이상 동오에 살고 싶지 않아 그의 백성들이 한나라 영토로 이주할 수 있도록 허락을 요청했다. 허락이 내려졌고 그와 그의 모든 백성들은 장강(양쯔강)과 화이허 사이의 지역에 정착했다.

### 남월 침공, 한나라의 패배 및 재정착
기원전 137년, 민월은 남월을 침공했다. 이에 맞서 황실 군대가 파견되었으나, 민월왕은 그의 형제 추여선에게 살해당했고, 추여선은 한나라와 화평을 청했다. 한나라는 추무저의 손자 추추를 왕으로 즉위시켰다. 그들이 떠난 후, 추여선은 비밀리에 자신을 왕으로 선언했고 한나라의 지지를 받던 추추는 무력함을 느끼게 되었다. 한나라가 이 사실을 알았을 때, 황제는 여선을 처벌하는 것이 너무 번거롭다고 생각하여 이 문제를 넘겼다.
기원전 112년, 남월은 한나라에 반란을 일으켰다. 추여선은 한나라에 맞서 남월을 돕기 위해 군대를 파견하는 척했으나, 비밀리에 남월과 접촉을 유지하고 그의 군대를 제양시까지밖에 보내지 않았다. 한나라 장군 양부는 그들의 배신에 대해 민월을 공격하고 싶어했으나, 황제는 그들의 군대가 더 이상의 군사 행동에는 너무 지쳐있다고 느껴 군대를 해산했다. 다음 해, 추여선은 양부가 자신을 공격할 허락을 요청했다는 것을 알게 되었고 한나라 군대가 그의 국경에 집결하는 것을 보았다. 추여선은 한나라에 선제 공격을 감행하여 백사, 무림, 매령을 점령하고 세 명의 지휘관을 죽였다. 겨울에 한나라는 한월, 양부, 왕문서, 그리고 두 명의 월족 후작에 의한 다방면 공격으로 보복했다. 한월이 민월 수도에 도착했을 때, 월족 출신 오양은 추여선에 반란을 일으켜 그를 살해했다. 오양은 한나라에 의해 북시의 후작으로 임명되었다. 전한 무제는 민월을 점령하는 것이 너무 번거롭다고 느꼈는데, 그곳은 좁은 산길로 가득한 지역이었기 때문이다. 그는 군대에 그 지역을 철수시키고 백성들을 장강(양쯔강)과 화이허 사이에 재정착시키라고 명령했다. 전설에 따르면 이로 인해 그 지역(현대 푸젠성)은 황무지가 되었다고 한다.
푸젠성 내륙 산악 지역에 위치한 고대 석조 도시는 민월의 수도였다고 전해진다. 인근 무덤들은 저장성 월나라 무덤과 동일한 장례 전통을 보여준다.

## 문화
푸젠성 토착 민월족은 뱀 토테미즘, 짧은 머리 스타일, 문신, 발치, 고상 가옥, 절벽 매장, 처가 거주와 같은 일부 타이완 원주민과 유사한 풍습을 가졌다. 아마도 타이완 원주민들도 고대에 중국 본토 남동 해안에서 유래한 민월족이었을 것이며, 언어학자 리젠꾸이와 로버트 블러스트가 시사한 바와 같다. 중국 남동 해안 지역에는 신석기 시대 동안 많은 해양 유목민들이 있었고, 그들 중 다수가 조상 오스트로네시아어족을 사용했으며, 숙련된 항해사였다고 제안된다. 실제로 기원후 620년까지 푸젠성에서 오스트로네시아어족 언어가 여전히 사용되었다는 증거가 있다.

## 같이 보기
- 월나라

## 내용주
1. ↑  현재 푸젠성 대부분은 중화인민공화국이 통제하고 있으며, 타이베이에 기반을 둔 중화민국 정부는 진먼현과 마쭈 열도를 명목상 푸젠성(철자는 다르지만)의 일부로 통제하고 있다.

## 추가 자료
- Amies, Alex; Ban, Gu (2020). 《Hanshu Volume 95 The Southwest Peoples, Two Yues, and Chaoxian: Translation with Commentary》. Gutenberg Self Publishing Portal. ISBN 978-0-9833348-7-3.
- Taylor, Jay (1983), 《The Birth of the Vietnamese》, University of California Press
- Watson, Burton (1993), 《Records of the Grand Historian by Sima Qian: Han Dynasty II Revised Edition》, Columbia University Press
- Whiting, Marvin C. (2002), 《Imperial Chinese Military History》, Writers Club Press
- Wylie, A. (1880). 《History of the South-Western Barbarians and Chaou-Seen. Translated from the "Tseen Han Shoo," Book 95》. 《The Journal of the Anthropological Institute of Great Britain and Ireland》 9. 78쪽. doi:10.2307/2841871. JSTOR 2841871. OCLC 5545526568.